# ももんがぁモン
『ももんがぁモン』（英: MOMONGA-MON）は、NHK教育テレビジョンのプチプチ・アニメの枠で放送されている、1話5分の日本のストップモーション・アニメーション作品。

## 登場キャラクター

### メインキャラクター
モンちゃん
未知の世界からやって来た、モモンガの様な謎の生物。タオルを身に纏うと正義の味方ももんがぁモンに変身する。
第一話で、雨の日のプチプチ公園に光と共に降り立ってから、公園の池周辺に住んで、仲間達と冒険をする。母親は大きな雲のような存在で、一度息子を訪ねに来た。また、故郷の星に、少し年長の兄弟らしきものもいるが、関係性は不明。
マロ
カラス。第一話から登場。モンちゃんに相撲勝負を挑むなど、ライバル視していたが、2話目以降は仲間として常に一緒にいる。大柄な体型でよくドジを踏む。
もり
コウモリ。第二話から登場。「ワシッワシッ」と鳴く。ものを逆さまにする力がある。
わたり
股旅姿の渡り鳥。第三話から登場。

### サブキャラクター
ワニーママ
ワニ。
ワニーチルドレン
ワニーママの子供達。

## スタッフ
- アニメーション - かわいとしひこ[1][2]
- 音楽 - みやうちみえ[1][2]
- 制作 - NHK、NHKエンタープライズ、ナイス・デー[1][2]

## 各話リスト
| 話数   | サブタイトル                   | 初回放送日     |
| ------ | ------------------------------ | -------------- |
| 第1話  | 空からもんちゃんがやってきた   | 2005年7月4日   |
| 第2話  | みんなさかさまだ！             | 2005年10月10日 |
| 第3話  | みんな飛ぶ仲間たち、友だちさ   | 2006年5月15日  |
| 第4話  | 僕らレスキュー隊               | 2006年10月23日 |
| 第5話  | これぞ、正義の騎士たち         | 2007年2月19日  |
| 第6話  | 絵本の中のモンちゃん           | 2008年1月23日  |
| 第7話  | モンちゃんのダンス             | 2008年11月19日 |
| 第8話  | モンちゃんとママ               | 2010年1月20日  |
| 第9話  | 竹馬でコイ君を救え！           | 2010年12月22日 |
| 第10話 | うさこちゃんとアイスダンス     | 2012年3月22日  |
| 第11話 | かえってきたヒコーキ           | 2013年4月17日  |
| 第12話 | 洞穴ジャンプで、仲間を救え！   | 2014年3月19日  |
| 第13話 | 波のりモンちゃん               | 2014年12月3日  |
| 第14話 | モンちゃん、ふるさと星を救え！ | 2015年10月22日 |
| 第15話 | モンちゃん、巨木を救え！       | 2017年3月24日  |

## DVD
2008年12月17日にポニーキャニオンから発売。規格品番はPCBK-50069。第1話から第5話を収録。